# International Affairs
International Affairs – renomowane brytyjskie czasopismo naukowe z dziedziny stosunków międzynarodowych. Ukazuje się od 1924 roku, zaś jego redakcja jest częścią znanego ośrodka badawczego Chatham House. Wśród autorów tradycyjnie dominują badacze i praktycy stosunków międzynarodowych i polityki zagranicznej z krajów anglosaskich, ale na łamy zapraszani są także przedstawiciele innych kręgów kulturowych. 
W początkowym okresie wydawcą pisma od strony technicznej było Oxford University Press. Obecnie rolę tę pełni wydawnictwo Blackwell. Rocznie ukazuje się sześć numerów.